# Britt-Marie Mattsson
Britt-Marie Mattsson Holmberg, född 19 juni 1948 i Älvsborgs församling, Göteborgs och Bohus län, är en svensk journalist och författare. Hon är filosofie kandidat i ekonomisk historia och har varit Göteborgs-Postens förstereporter.

## Biografi

### Journalistik

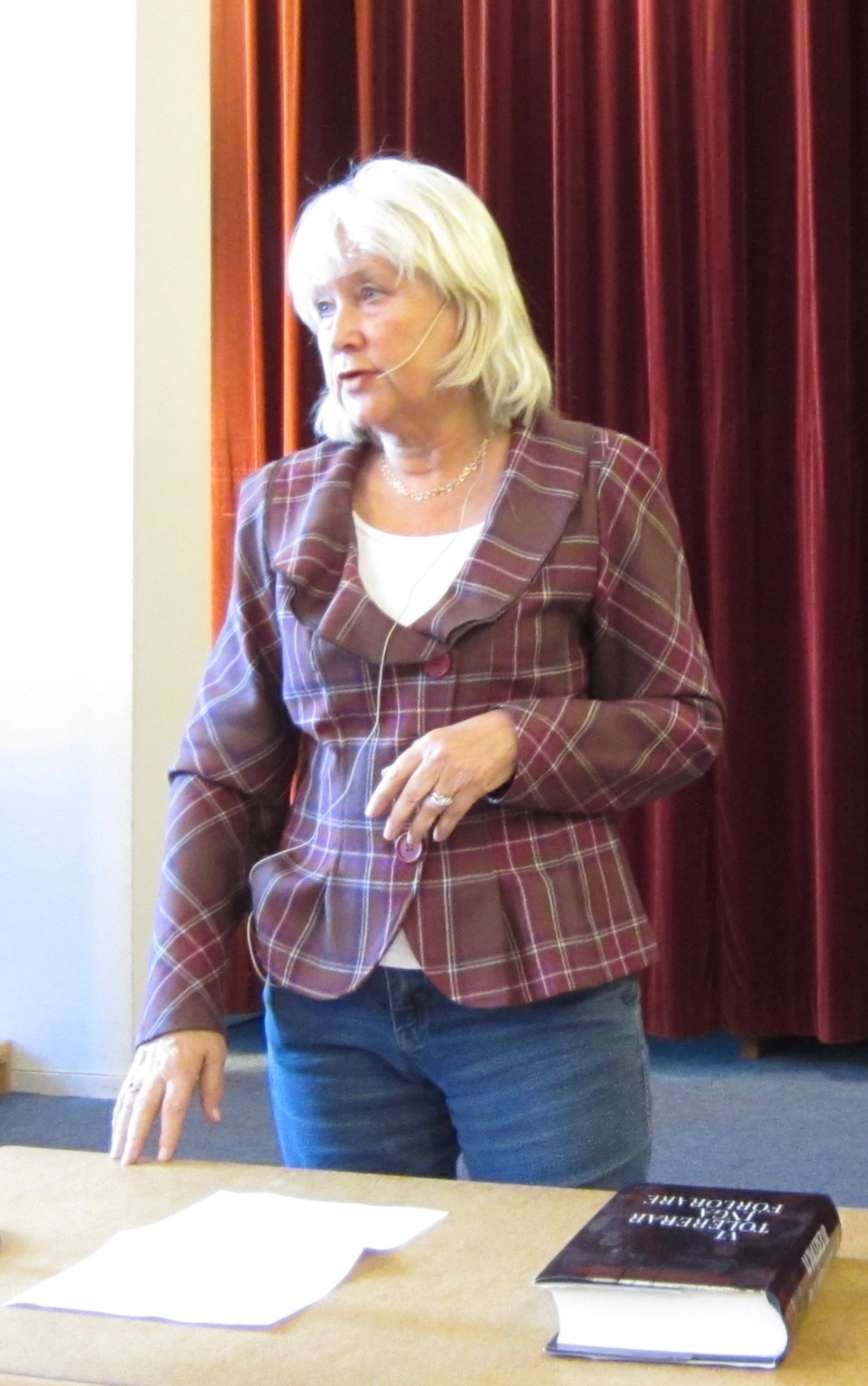
Britt-Marie Mattsson vid ett föredrag i Göteborg om Kennedyklanen.

Britt-Marie Mattsson anställdes på Göteborgs-Posten 1968. På tidningen var hon länge utrikeschef och blev därefter förstereporter på utrikesavdelningen. Bland annat har hon bevakat tretton presidentval i USA – samtliga sedan 1976 – och gjort flera reportageresor till Asien, bland annat till Nordkorea, Tibet och Kambodja.
Åren 1989–1995 var hon verksam vid TV, exempelvis med intervjuprogrammet Britt-Marie Mattsson i SVT, vilken 1996 gav henne Stora journalistpriset. Hon har även fått motta pris från Västra Publicistklubben.
Hon innehade under tiden 1995–1996 familjen Hjörnes donationsprofessur i praktisk journalistik vid JMG, Institutionen för journalistik, medier och kommunikation vid Göteborgs universitet.
Mattsson deltog 2011 som panelmedlem i SVT:s program Nyhetsbyrån.

### Författarskap
Som författare har hon bland annat skrivit tre romaner, som utspelar sig i internationell politisk miljö: Bländad av makten, Snöleoparden och Maktens kulisser. Hennes senaste roman Projektet (2017) är en politisk roman, som handlar om hur man på olika intressanta sätt tar makten över ett stort svenskt parti.

### Kritik
Mattsson gjorde sommaren 2011 en längre intervju med drottning Silvia, som bland annat tog upp drottningens far Walther Sommerlath, hans medlemskap i nazistpartiet och hans övertagande av judisk egendom. Reportaget kritiserades i Sveriges Radios program Medierna för att alltför okritiskt återge drottningens version, medan Mattsson själv beskrev reportaget som "en riktigt bra nyhet" och menar sig inte ha gynnat eller missgynnat någon eller ha något egenintresse i kungafamiljen.

### Övrigt
Mattsson deltog 2003 i På Spåret tillsammans med Göran Rosenberg.

### Familj
Mattsson är gift med statsvetaren och valexperten Sören Holmberg med vilken hon har två barn. Hon är dotter till Algot Mattsson.

## Priser och utmärkelser
- 1996 – Stora Journalistpriset[11]
- 2000 – Göteborgs stads förtjänsttecken för utomordentliga insatser[12]
- 2004 – Vilhelm Moberg-sällskapets pris[13]
- 2016 – Publicistklubbens stora pris[12]
- 2016 – Förstapriset i Gourmand world cookbook awards för boken ”Matens makt”[12]
- 2017 –  H. M. Konungens medalj av 8:e storleken i Serafimerordens band (2017) för framstående insatser som journalist[14]
- Västra Publicistklubbens pris[14]